# Hà Vận Thi
Denise Hà Vận Thi, còn được gọi là HOCC (sinh ngày 10 tháng 5 năm 1977 tại Hồng Kông), là một ca sĩ cantopop kiêm diễn viên có trụ sở tại Hồng Kông và là một nhà hoạt động cho dân chủ và nhân quyền cho LGBT.

## Tiểu sử
Năm 1988, khi 11 tuổi, Hà Vận Thi và bố mẹ cô chuyển từ Hong Kong đến Montreal. Khi còn là một cô gái trẻ, cô bắt đầu sự nghiệp ca hát ở Hong Kong, kết quả là cô đã phát hành một số album. Ngoài ra, cô là một nữ diễn viên trong một số bộ phim. Vào năm 2012, cô đã tham dự tại cuộc diễu hành Hong Kong Pride Parade với tư cách là một người đồng tính nữ. Vào ngày 8 tháng 7 năm 2019, cô đã nói chuyện tại Hội đồng Nhân quyền Liên Hợp Quốc, kêu gọi Liên Hợp Quốc (LHQ) và cộng đồng quốc tế bảo vệ người dân Hồng Kông trước những vi phạm các quyền tự do của họ. Theo Hà Vận Thi, Trung Quốc đã tham gia vào các vụ bắt cóc, giam giữ các nhà hoạt động, loại các nhà lập pháp thân dân chủ và hạn chế quyền bầu cử phổ thông.

## Thu nhạc
- Free Love (2002)
- Dress Me Up! (2003)
- Glamorous (2005)
- Butterfly Lovers (2005)
- Our Time Has Come (2006)
- What Really Matters (2007)
- Ten Days in the Madhouse (2008)
- Heroes (2009)
- Wu Ming. Shi (無名·詩; 2010)
- Awakening (2011)
- Coexistence (2013)
- Recollections (2013)

## Các phim đã đóng
- 1998: Rumble Ages (烈火青春)
- 1999: Anti-Crime Squad (反黑先鋒) als 單解心
- 2000: The Slayer of Demons (妖怪傳)
- 2003: 1:99
- 2003: Naked Ambition (豪情)
- 2003: Anna in Kungfuland (安娜與武林)
- 2003: Hidden Track (尋找周杰倫)
- 2004: Shanghai Legend (上海灘之俠醫傳奇)als 江雪
- 2006: Superstition
- 2007: The Simpsons Movie (阿森一族大電影)
- 2008: Kung Fu Panda (功夫熊貓)
- 2009: Look for a Star (游龍戲鳳)
- 2010: 72 Tenants of Prosperity
- 2010: Merry-Go-Round
- 2010: O.L. Supreme (女王辦公室) als Music Miu 繆惜之
- 2011: Kung Fu Panda (功夫熊貓)
- 2011: Life Without Principle (奪命金)
- 2012: I Love Hong Kong 2012 (2012我愛HK 喜上加囍)
- 2013: Young and Dangerous: Reloaded